# Olivier Beuckelaers
Olivier Beuckelaers (2 december 1963) is een gewezen Belgische voetballer. Hij speelde voor RWDM. Tijdens zijn voetballoopbaan werd hij fysiotherapeut en startte een praktijk op die hij vandaag nog steeds beheert. 

## Voetbal

### Speler
Beuckelaers speelde in zijn jeugd voor voetbalclub VC Groot-Bijgaarden. Daar werd hij op veertienjarige leeftijd opgemerkt door Johan Boskamp, die in die periode voor RWDM voetbalde. Zo belandde Beuckelaers bij de jeugd van RWDM.
In 1983 maakte hij zijn debuut in het eerste team, een jaar nadat Boskamp de club had verlaten. De verdediger was in zijn eerste seizoen ploegmaat van onder andere Franky Van der Elst, Johan Vermeersch, Michel De Wolf, Jan Ruiter en Maurice Martens. 
De verdediger werd vervolgens sterkhouder bij de club uit Molenbeek. In 1984 degradeerde de club voor één seizoen naar de Tweede Klasse, net als in 1989 onder leiding van trainer Hugo Broos. In 1991] kwam Franky Vercauteren naar RWDM. Vercauteren en Beuckelaers werden goede vrienden. Beuckelaers bleef  tot 1993 bij RWDM. Toen zette hij op dertigjarige leeftijd definitief een punt achter zijn actieve carrière als voetballer. Hij behaalde daarop zijn diploma als UEFA-A trainer.

### Trainer
Na zijn voetbalcarrière ging Beuckelaers aan de slag als trainer van SK Londerzeel. Later werd hij jeugd- en revalidatietrainer bij KV Mechelen. Daarna richtte hij met vrienden de vzw Foot-extra op. Bedoeling was extra opleiding aan te bieden voor jongeren, die niet dezelfde kansen kregen dan jeugdspelers op hoger niveau. In 2005 werd hij in de technische staff van RSCA opgenomen, als eerste revalidatietrainer in België.

## Kiné
In de periode dat Beuckelaers debuteerde bij RWDM begon hij ook aan hogere studies. Eerst studeerde hij geschiedenis en filosofie, maar al snel evolueerde dat naar kinesitherapie. Achteraf volgden nog sportkine en manuele therapie. Naast een eigen praktijk ging hij in het voetbal aan de slag als revalidatietrainer. In 2005 werd Vercauteren hoofdcoach bij RSC Anderlecht. Op dat moment ging Beuckelaers daar aan de slag als revalidatietrainer. Na het seizoen 2008-'09 werd in onderling overleg beslist om een punt te zetten achter de samenwerking.
In 2012 behaalde hij aan de VUB een postgraduaat expert class in professioneel sportmanagement.